# Умірово
Умі́рово (рос. Умирово, башк. Үмәр) — село у складі Бакалинського району Башкортостану, Росія. Входить до складу Кілеєвської сільської ради.
Населення — 471 особа (2010; 542 у 2002).
Національний склад:
- кряшени — 79 %